# Lovely Rita
Pour les articles homonymes, voir Lovely Rita (homonymie).
Pour le film de Stéphane Clavier, voir Lovely Rita, sainte patronne des cas désespérés.
Pistes de 
 Sgt. Pepper’s Lonely Hearts Club Band
When I'm Sixty-Four Good Morning Good Morning
Lovely Rita est une chanson du groupe britannique The Beatles. Elle a été entièrement écrite par Paul McCartney, mais créditée Lennon/McCartney. Elle apparaît sur l’album Sgt. Pepper’s Lonely Hearts Club Band sorti en 1967.

## Genèse de la chanson
Paul McCartney a eu l’idée de Lovely Rita en se promenant avec un ami américain dans les rues londoniennes. Ce dernier se serait exclamé en voyant une contractuelle, phénomène nouveau en Angleterre à l’époque : « Je vois que vous avez aussi vos meter maids maintenant » (littéralement « serveuses de parcmètres »). Paul, aimant l’allitération, retint immédiatement le terme, amusé par sa sonorité, et est parti de là pour cette chanson. Il explique : « J’aimais bien cette expression. Je me suis dit qu’il fallait que ce soit Rita meter maid, puis Lovely Rita meter maid. J’ai d’abord pensé en faire une chanson vengeresse, puis je me suis dit qu’il valait mieux l’aimer ».
Une contractuelle nommée Meta Davis a par ailleurs affirmé avoir inspiré Lovely Rita, le jour où elle avait mis une contravention sur le pare-brise de la voiture de Paul garée sur Abbey Road, à la sortie des studios du même nom. Au lieu de s’énerver, Paul aurait accepté gracieusement l’amende et décidé d’exprimer ses sentiments sarcastiques dans une chanson.

## Enregistrement de la chanson
L’enregistrement de Lovely Rita démarra par un "bœuf" en studio impliquant le groupe dans son entier, le 23 février 1967. Utilisant un magnétophone 4-pistes, cette première prise comprend les guitares de George Harrison et de John Lennon, la batterie de Ringo Starr et le piano de Paul McCartney. Le jeu de Ringo Starr sur ce titre est particulier. Il utilise deux cymbales collées ensemble et frappées avec force pour donner l’illusion sonore d’une caisse claire.
Une fois que les quatre pistes où avaient été enregistrées séparément les instruments furent « réduites » en une seule, le groupe ajouta le chant et la basse de Paul, puis un chœur à trois voix (« Lovely Rita meter maid »). Les curieux bruitages que l’on entend juste après les paroles « and the bag across her shoulder made her look a little like a military man » furent produits par John, Paul et George avec des kazoos « maison » réalisés avec des peignes et du papier.
Au cours des sessions d’enregistrement de Lovely Rita, qui furent relativement peu nombreuses, Norman Smith, leur ancien ingénieur du son, présenta les Beatles à un jeune groupe qui enregistrait son premier album, The Piper at the Gates of Dawn dans un autre studio d’Abbey Road : Pink Floyd. « Nous nous sommes assis, humblement, au fond de la salle de contrôle pendant qu'ils travaillaient au mixage, racontera Nick Mason. Puis au bout d'un temps que nous aurions volontiers prolongé, on nous a fait ressortir. Chaque fois que les Beatles travaillaient à Abbey Road, l'atmosphère était transformée. Leur présence était palpable». Le 21 mars, le mixage mono fut achevé, jour où un incident est survenu en studio.
Une des sessions de Lovely Rita est restée fameuse. Le 21 mars, tandis que George Martin enregistrait le solo de piano qui figure sur ce titre, John Lennon annonça qu’il se sentait mal et n’arrivait pas à se concentrer. Il avait ingéré du LSD par accident, pensant prendre un simple excitant. Étant loin de comprendre ce problème, George Martin emmena John sur le toit des studios Abbey Road afin qu’il prenne l’air. L'endroit, dont les rebords n’étaient pas protégés, se trouvait être en l’occurrence la seule solution, puisque l’entrée d’Abbey Road était en permanence — à n’importe quelle heure du jour ou de la nuit — envahie par des dizaines de fans, espérant pouvoir apercevoir la silhouette d’une de leurs idoles. George Martin retourna ensuite dans le studio, où McCartney et Harrison attendaient. Ces derniers connaissaient les raisons pour lesquelles John ne se sentait pas bien, et en apprenant où il se trouvait, se précipitèrent sur le toit pour le récupérer et empêcher un éventuel accident.
Pourtant, les membres du groupe s’étaient toujours gardés d’aller trop loin dans ce domaine lorsqu’ils étaient en studio afin de ne pas altérer le travail fourni. Comme l’explique Ringo Starr : « La drogue et la musique n’ont jamais fait bon ménage. Alors on a pris soin de faire nos trucs en dehors des studios, puis on l’incluait après coup dans la musique ». George Martin a mentionné : « C’était la première et dernière fois que j’ai vu l’un des Beatles incapable d’enregistrer ». John Lennon lui-même s’expliqua : « Je n’en prenais jamais en studio. Sauf une fois, en fait. J’ai pensé prendre des excitants et je n’ai pas été capable de tenir le coup. Soudain, j’ai eu très peur devant le micro et j’ai dit : "Qu’est ce qui se passe ? Je ne me sens pas bien..." ». Cette nuit-là, Lennon se fit raccompagner chez lui par Paul McCartney et Mal Evans, et c'est ce soir-là que McCartney eut son premier trip au LSD.

## Structure musicale
La chanson est en mi majeur  et comporte une signature rythmique en 4/4. Elle commence avec un solo de guitare acoustique et se poursuit avec le chœur qui chante « Lovely Rita meter maid ». Le premier refrain est chanté par Paul, suivi du premier couplet. Le second refrain est chanté, accompagné du chœur qui chante les harmonies. Après cette section vient un solo de piano joué par George Martin. Un second couplet est chanté, suivi d’un troisième refrain. Les chœurs reviennent et chantent à nouveau « Lovely Rita meter maid ». La chanson se termine avec des effets sonores et des bruits divers créés par les voix des Beatles.

## Analyse des paroles
La chanson raconte l’histoire d’un jeune homme timide qui, venant de recevoir une contravention de la part d’une contractuelle, tente de la séduire pour la faire annuler. Paul McCartney expliqua : « Je me demandais quel genre de personne je devrais être pour tomber amoureux d’une contractuelle. »

## Personnel
- John Lennon : chœurs, guitare rythmique, peigne et papier, percussion
- Paul McCartney : chant, chœurs, piano, basse, peigne et papier
- George Harrison : chœurs, guitare rythmique, peigne et papier
- Ringo Starr : batterie, peigne et papier
- George Martin : piano solo

## Utilisations de la chanson
En dévoilant l’iPhone en janvier 2007, le patron de la société Apple, Steve Jobs, utilisa Lovely Rita et With a Little Help from My Friends pour montrer à son assistance les fonctionnalités musicales de son nouvel appareil.
En 2002, dans le film Sam, je suis Sam de Jessie Nelson, le personnage de Rita Harrison Williams interprété par Michelle Pfeiffer, est nommé d'après Lovely Rita.